# Marie Meurdrac

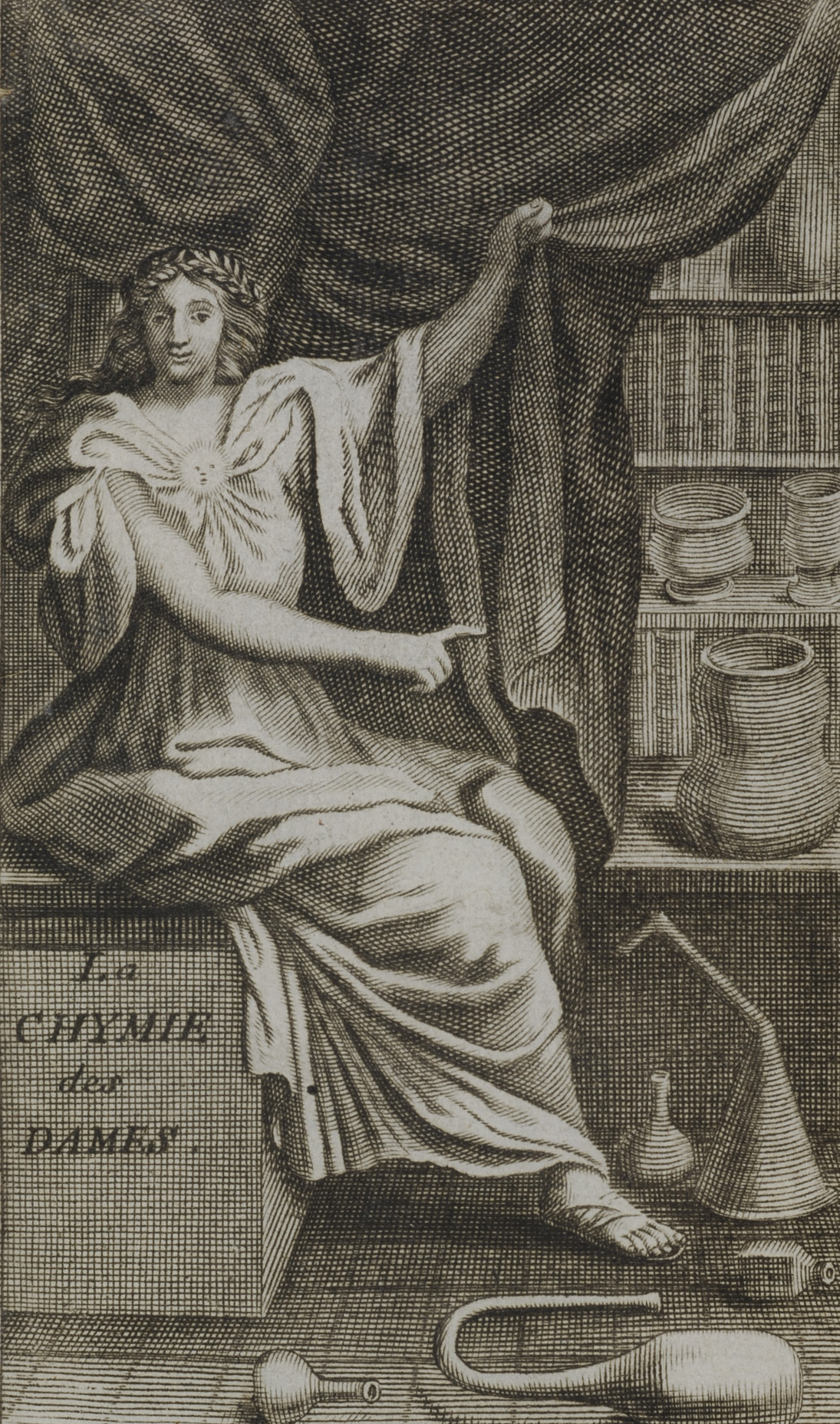
Het voorblad van La chymie charitable et facile, en faveur des dames van Marie Meurdrac

Marie Meurdrac (Mandres-les-Roses, ca. 1610 - 1680) was een Frans scheikundige en alchemist.

## Biografie
Marie Meurdrac werd geboren in Mandres-les-Roses, dat heden ten dage een voorstad van Parijs is. In 1625 trouwde ze met Henry de Vibrac die de commandant was van de wacht van Karel van Valois. Ze verhuisde naar Château de Grosbois waar ze Marguerite-Louise-Suzanne de Béthune, de gravin van Guiche leerde kennen. Marie Meurdrac raakte goed met haar bevriend en zou later haar scheikundige werken aan haar opdragen.

## La Chymie Charitable et Facile, en Faveur des Dames
In 1656 publiceerde ze haar werk La Chymie Charitable et Facile, en Faveur des Dames. In de zeventiende en achttiende eeuw zouden er verschillende edities van haar werk verschijnen en werd het tevens vertaald naar het Italiaans en het Duits. Haar werk werd zelfs goedgekeurd door de regenten van de Faculteit der Medicijnen van Parijs. Haar boek bestaat uit zes verschillende delen. Het eerste deel is gericht op principes en operaties, vaten, luiten, ovens, kenmerken en gewichten. Het tweede deel hield zich bezig met medische kruiden en medicijnen gemaakt van planten. Deel drie behandelde dieren en deel vier metalen. Deel vijf was gericht op het maken van samengestelde geneesmiddelen en het laatste deel was gericht aan een vrouwelijk publiek en behandelde methoden om schoonheid te behouden en te vergroten.